# 7 Gwardyjska Dywizja Desantowo-Szturmowa (Górska)
Zasugerowano, aby zintegrować ten artykuł z artykułem 7 Gwardyjska Dywizja Powietrznodesantowa (dyskusja). Nie opisano powodu propozycji integracji.
7 Gwardyjska Dywizja Desantowo-Szturmowa (Górska) odznaczona Orderem Czerwonego Sztandaru, Orderem Suworowa i Orderem Kutuzowa II stopnia (ros. 7-я гвардейская десантно-штурмовая (горная) Краснознаменная орденов Суворова и Кутузова 2-й степени дивизия) – związek taktyczny Sił Zbrojnych Federacji Rosyjskiej, wchodzący w skład jednego z dwóch samodzielnych rodzajów wojsk Sił Zbrojnych Federacji Rosyjskiej (drugi to Wojska Rakietowe Przeznaczenia Strategicznego).

## Historia
W 1991 dywizja w składzie 108.,119. i 97 pułk powietrznodesantowy oraz 1141 pułk artylerii stacjonowała w Kownie na Litwie w Przybałtyckim Okręgu Wojskowym.
Od sierpnia 1993 dywizja była rozmieszczona na terenie Północnokaukaskiego Okręgu Wojskowego. W latach 1993–1996 oddziały i pododdziały dywizji prowadziły działania w Abchazji.
Od stycznia 1995 do kwietnia 2004 wzmocniony samodzielny batalion dywizji  realizował zadania na terytorium Republiki Czeczeńskiej. Od lutego 1998 do września 1999 operacyjna grupa manewrowa dywizji wykonywała zadania w rejonie rzeki Botlikh w Dagestanie, jako pierwsza odpierając ataki bojowników czeczeńskich w tym rejonie. Od 1999 do kwietnia 2004 dywizja brała czynny udział w operacji w Północnym Kaukazie. 
Ponad 2500 spadochroniarzy dywizji zostało nagrodzonych za odwagę i bohaterstwo w wykonywaniu misji bojowych.
W sierpniu 2008 spadochroniarze jednostki wzięli udział w operacji na terytorium Gruzji. W 2012 dywizja we współpracy z jednostkami Południowego Okręgu Wojskowego i federalnymi strukturami władzy wzięła udział w operacji w górzystej części Republiki Dagestanu.
Rozkazem Naczelnego Dowódcy Sił Zbrojnych Federacji Rosyjskiej nr 201 z dnia 20 kwietnia 2015 dywizja otrzymała Order Suworowa.

## Struktura
Jednostka wojskowa nr 61756 (Południowy Okręg Wojskowy, Noworosyjsk.
- 108 Gwardyjski pułk powietrznodesantowy Jednostka Wojskowa nr 42091, Noworosyjsk:
  - dowództwo;
  - 1 batalion desantowo-szturmowy;
  - 2 batalion desantowo-szturmowy;
  - 1 Batalion powietrznodesantowy;
  - dywizjon artylerii samobieżnej;
  - bateria przeciwpancerna;
  - bateria przeciwlotnicza;
  - kompania rozpoznawcza;
  - kompania inżynieryjna;
  - kompania łączności;
  - kompania zabezpieczenia desantowego;
  - kompania zabezpieczenia materiałowego;
  - kompania remontowa;
  - kompania medyczna;
  - pluton ochrony przeciwchmicznej;
  - pluton dowodzenia szefa artylerii;
  - pluton ochrony.

Razem etatowo 1760 żołnierzy, na uzbrojeniu:
108 BMD-4:
42 BTR-D,
1 BMD-1R,
7 KSzM (6 BRD-1KSz, 1 R-149БMPD),
6 BTR-RD "Robot" (z PTRK 9K113 "Konkurs"),
9 BTR-3D "Skreżet" (z ZU-23-2 i PZRK),
8 1В119 "Reostat"",
18 2S9 "Nona-S".
- 247 gwardyjski pułk desantowo-szturmowy, Jednostka Wojskowa nr 54801 (Stawropol);
- 1141 gwardyjski pułk artylerii, Jednostka Wojskowa nr 40515 (Anapa);
- 3 samodzielny pułk przeciwlotniczy, Jednostka Wojskowa nr 94021 (Noworosyjsk);
- samodzielna kompania czołgów (Noworosyjsk; uzbrojona w 10 T-72B3;
- 162 samodzielny batalion rozpoznawczy, Jednostka Wojskowa nr 4377 (Noworosyjsk);
- 629 samodzielny batalion inżynieryjny, Jednostka Wojskowa 96404 (Starotitarowska);
- 743 samodzielny gwardyjski batalion łączności, Jednostka Wojskowa nr 96527 (Noworosyjsk);
- kompania wojny radioelektronicznej (Noworosyjsk);
- kompania dronów (Noworosyjsk);
- samodzielna kompania zabezpieczenia desantowego, Jednostka Wojskowa nr 96536 (Noworosyjsk);
- 1681 samodzielny batalion zabezpieczenia materiałowego, Jednostka Wojskowa nr 75302 (Noworosyjsk);
- 32 samodzielny pluton medyczny (aeromobilny), Jednostka Wojskowa nr 96502 (Noworosyjsk);
- stacja poczty wojskowej, Jednostka Wojskowa nr 63785 (Rajewska)[3].

## Dowódcy
- generał major Andriej Suchowieckij do 2021